# Загаи
Загаи (укр. Загаї) — село в Городищенской сельской общине Луцкого района Волынской области Украины.
До 2020 года входило в Гороховский район.
Код КОАТУУ — 0720884603. Население по переписи 2001 года составляет 126 человек. Почтовый индекс — 45714. Телефонный код — 3379. Занимает площадь 6,57 км².
Вблизи села находится одноимённый археологический памятник.